# Édith Azam
Pour les articles homonymes, voir Azam.
Édith Azam est une poétesse française née en 1973.  

## Œuvres
- Létika Klinik, Dernier télégramme, 2006.
- Tellement belle, Garçon-belle, Les mots qui couvent, 2007.
- Tiphasme est Phasme, Inventaire/Invention, 2007.
- L’Écharpe douce aux yeux de soie, nouvelle, Atelier de l’agneau, 2007.
- Un objet silencieux, (avec Valérie Schlée), deuxième édition, Gros Texte, 2008.
- Amor barricade amor, Atelier de l'agneau, 2008.
- Caillou, Du soir au matin, 2008.
- Rupture, Dernier télégramme, 2008.
- Le mot il est sorti (avec serres de Jacques Guyomar), Al Dante, 2010.
- Du pop corn dans la tête (avec 38 dessins), Atelier de l'agneau, 2010.
- Soleil-Œil-Crépu, Dernier télégramme, 2011.
- Mercure, Al Dante, 2011.
- Salle de spectacle du silo d'Arenc, Al Dante, 2011.
- Mon frère d'encre, Au Coin de la rue de l'Enfer, 2012.
- Qui journal fait voyage, Atelier de l'agneau, 2012.
- Du savon dans la bouche, (avec Louis Lafabrié) Atelier de l'agneau, 2013.
- Décembre m'a ciguë, P.O.L, 2013.
- Vous l’appellerez : rivière, Centre poétique de Rochefort-sur-Loire/ La Dragonne, 2013.
- Bel échec (avec Jean-Christophe Belleveaux), image de la couverture Elice Meng, Dernier télégramme, 2014.
- On sait l’autre, P.O.L, 2014.
- Caméra, P.O.L, 2015.
- Le temps si long, (avec une anonyme) Atelier de l'agneau, 2018
- Pour tenir debout on invente, (avec Liliane Giraudon) Atelier de l'agneau, 2019
- Animal-crépuscule, Propos 2 éditions, 2021